# Хайамс, Питер
Пи́тер Ха́йамс (англ. Peter Hyams; 26 июля 1943, Нью-Йорк, США) — американский кинорежиссёр, сценарист, кинопродюсер и кинооператор, известный фильмами «Космическая одиссея 2010» и «Конец света».

## Биография
Питер Хайамс родился 26 июля 1943 года в Нью-Йорке. Изучал изобразительное искусство и музыку в нью-йоркском колледже Hunter College и Syracuse University. По окончании учёбы в возрасте 21 года работал ведущим на чикагском телевидении. С 1964 года в течение шести лет работал на студии CBS, где увлёкся съёмкой документальных кинофильмов. В скором времени он бросает журналистику и полностью посвящает себя фотографии. В 1970 году Хайамс вместе с супругой и двумя детьми переезжает в Лос-Анджелес, где пишет и продаёт свой первый сценарий «T.R. Baskin» компании Paramount Pictures.
В 1977 году его первой серьёзной работой в кино стал детективный боевик «Козерог один», повествующий о сфальсифицированной НАСА высадке американских космонавтов на Марс. Фильм номинировался на четыре кинопремии «Сатурн».
В 1979 году Хайамс снял военную драму «Ганновер Стрит» с Харрисоном Фордом в главной роли. В 1981 году вышел фильм «Чужая земля» с Шоном Коннери, а в 1983 — «Звёздная палата» с Майклом Дугласом.
В 1983 году Хайамс выступил в качестве продюсера, режиссёра, оператора и сценариста в сиквеле фильма Стэнли Кубрика «Космическая одиссея 2001». Перед тем как заключить контракт Хайамс выдвинул два условия: во-первых, Стэнли Кубрик должен одобрить продолжение, во-вторых, придется изменить сюжет будущего фильма. Получив разрешение, Хайамс пригласил Артура Кларка, консультанта первой части и автора цикла «Космическая Одиссея», с чьей помощью он написал сценарий к будущему фильму «Космическая одиссея 2010».
Съёмочный период длился девять месяцев. Хайамс работал семь дней в неделю, по двадцать часов в день. Фильм окупился в прокате и номинировался на пять «Оскаров».
С 1986—1995 год Хайамс снимал в основном боевики, такие как «Беги без оглядки» (1986), «Президио» (1988), «Узкая грань» (1990), «Оставайтесь с нами» (1992), «Патруль времени» (1994) и «Внезапная смерть» (1995). В них Хайамс выступал уже в качестве режиссёра-оператора.
В 1990 году у Хайамса появился шанс снять ремейк фильма ужасов «Ночь живых мертвецов», но он отказался, занявшись съёмками фильма «Узкая грань».
В 1997 году на экраны вышел фильм «Реликт» по одноименному бестселлеру Дугласа Престона и Линкольна Чайлда. Здесь Хайамс вновь выступил в качестве режиссёра-оператора. Фильм повествует об индейском артефакте, за которым следует череда жестоких убийств. Действие фильма разворачивается в Чикагском музее естественной истории. Фильм не имел коммерческого успеха, собрав в прокате лишь около половины затраченного бюджета.
Следующим проектом Питера Хайамса стал «Конец света» (1999) с бюджетом в 100 миллионов долларов и Арнольдом Шварценеггером в главной роли. По сюжету в преддверии нового тысячелетия на Землю спускается сам сатана, чтобы зачать своего будущего ребёнка от избранной им земной женщины. Ему противостоит нью-йоркский полицейский, спасающий девушку из лап дьявола и его слуг. Сценарий Питеру Хайамсу предложил голливудский режиссёр Джеймс Кэмерон.
По словам Кэмерона, Хайамс обладал достаточно богатым опытом работы в кино, для того чтобы заняться подобным проектом. В мировом прокате «Конец света» собрал около 211 млн долларов.
В 2001 году вышел «Мушкетёр». По замыслу Хайамса впервые в истории мушкетёры должны были сражаться не только с врагами, но и с земным притяжением, делать невообразимые трюки и фехтовать как настоящие самураи. Для этого режиссёр пригласил из Азии известного постановщика боевых сцен Сюн Синьсина. Фильм о похождениях персонажей Александра Дюма с бюджетом в 40 млн долларов, переиначенный на манер экшн-боевика, не снискал уважения публики. Полностью провалившись в прокате, он был нещадно изруган критиками. Позже в интервью режиссёр сам признал, что это была глупая идея.
В 2004 году Хайамс попытался занять кресло режиссёра в фильме «Хеллбой», но его кандидатура была отклонена в пользу Гильермо Дель Торо.
В 2005 году на экраны вышла масштабная экранизация по мотивам рассказа писателя-фантаста Рэя Брэдбери «И грянул гром» с бюджетом в 80 млн долларов. Несмотря на затраты, фильм пестрит примитивными специальными эффектами и отсутствием известных актёров, за исключением Бена Кингсли, исполнившего в нём эпизодическую роль. В итоге в мировом прокате фильм собрал рекордно низкую сумму в 10 млн долларов.
В 2009 году вышел ремейк картины 1956 года «За пределами разумного сомнения», в котором режиссёр после долгого перерыва вновь выступил в качестве сценариста. Главные роли исполнили Майкл Дуглас и Эмбер Тэмблин.
В том же году Хайамс был приглашён в качестве оператора на съёмки фильма «Универсальный солдат 3: Возрождение», режиссёром которого стал его родной сын Джон.

## Фильмография
| Год  |    | Русское название                    | Оригинальное название           | Роль                                        |
| ---- | -- | ----------------------------------- | ------------------------------- | ------------------------------------------- |
| 1971 | ф  | Т.Р. Баскин                         | T.R. Baskin                     | сценарист, продюсер                         |
| 1972 | тф | Скользящий человек                  | Rolling Man                     | режиссёр                                    |
| 1972 | тф | Приятных снов, любовь моя           | Goodnight, My Love              | режиссёр, сценарист                         |
| 1974 | ф  | Ещё один арест                      | Busting                         | режиссёр, сценарист                         |
| 1974 | ф  | Наше время                          | Our Time                        | режиссёр, сценарист                         |
| 1976 | ф  | Соглядатай                          | Peeper                          | режиссёр                                    |
| 1977 | ф  | Козерог-1                           | Capricorn One                   | режиссёр, сценарист                         |
| 1977 | ф  | Телефон                             | Telefon                         | сценарист                                   |
| 1979 | ф  | Ганновер-стрит                      | Hanover Street                  | режиссёр, сценарист                         |
| 1980 | ф  | Охотник                             | The Hunter                      | сценарист                                   |
| 1981 | ф  | Чужая земля                         | Outland                         | режиссёр, сценарист                         |
| 1983 | ф  | Звёздная палата                     | The Star Chamber                | режиссёр, сценарист                         |
| 1984 | ф  | Космическая одиссея 2010            | 2010                            | режиссёр, оператор, сценарист, продюсер     |
| 1985 | с  | Удивительные истории                | Amazing Stories                 | режиссёр                                    |
| 1986 | ф  | Беги без оглядки                    | Running Scared                  | режиссёр, оператор, исполнительный продюсер |
| 1987 | ф  | Взвод монстров                      | The Monster Squad               | исполнительный продюсер                     |
| 1988 | ф  | Президио                            | The Presidio                    | режиссёр, оператор                          |
| 1990 | ф  | Узкая грань                         | Narrow Margin                   | режиссёр, оператор, сценарист               |
| 1992 | ф  | Оставайтесь с нами                  | Stay Tuned                      | режиссёр, оператор                          |
| 1994 | ф  | Патруль времени                     | Timecop                         | режиссёр, оператор                          |
| 1995 | ф  | Внезапная смерть                    | Sudden Death                    | режиссёр, оператор                          |
| 1997 | ф  | Реликт                              | The Relic                       | режиссёр, оператор                          |
| 1999 | ф  | Конец света                         | End of Days                     | режиссёр, оператор                          |
| 2001 | ф  | Мушкетёр                            | The Musketeer                   | режиссёр, оператор                          |
| 2005 | ф  | И грянул гром                       | A Sound of Thunder              | режиссёр, оператор                          |
| 2005 | с  | Предел                              | Threshold                       | режиссёр                                    |
| 2009 | ф  | Разумное сомнение                   | Beyond a Reasonable Doubt       | режиссёр, оператор, сценарист               |
| 2010 | ф  | Универсальный солдат 3: Возрождение | Universal Soldier: Regeneration | оператор                                    |
| 2013 | ф  | Близкие враги                       | Enemies Closer                  | режиссёр, оператор                          |